# 异珊瑚菌属
异珊瑚菌属（学名：Alloclavaria）是里肯菇科下的一个属。

## 下属物种
本属包括以下物种：
- Alloclavaria fumosoides Kauffm.
- 紫异珊瑚菌 Alloclavaria purpurea (O.F.Müll.) Dentinger & D.J.McLaughlin